# Конференција Уједињених нација о трговини и развоју
Конференција Уједињених нација о трговини и развоју, УНЦТАД (енгл. United Nations Conference on Trade and Development) је основан 1964, као стално међувладино тело. То је главни орган Генералне скупштине Уједињених нација који се бави трговином, инвестицијама и развојем. Циљеви организације су „повећавање обима трговине, инвестиција и могућности развоја земаља у развоју као и помоћ у њиховим напорима да се интегришу у светску економију на равноправној основи.“ Идеја за оснивањем конференције је заснована на проблемима земаља у развоју на међународном тржишту, међународној сарадњи, као и великом диспаритету између развијених земаља и земаља у развоју. 
Тренутно, УНЦТАД има 193 државе чланице. Седиште организације је у Женеви. УНЦТАД има 400 запослених и стални годишњи буџет од око 50 милиона долара и око 25 милиона долара ванбуџетских средстава техничке помоћи.
Конференција Уједињених нација о трговини и развоју је основан 1964. године у циљу обезбеђивања форума на којем земље у развоју могу разговарати о проблемима који се односе на њихов економски развој. УНЦТАД је настао на становишту да постојеће институције као што су ГАТТ-а (сада СТО), ММФ и Светска банка нису на прави начин организоване како би биле усредсређене на проблеме земаља у развоју. Примарни циљ УНЦТАД-а је дефинисање правила која се односе на све аспекте развоја, укључујући трговину, помоћ, транспорт, финансије и технологију. Током 1970-их и 1980-их, УНЦТАД је значајно радио на идеји стварања новог међународног економског поретка.
Један од главних достигнућа УНЦТАД-а је осмишљавање и спровођење генерализованог систем преференцијала.

## Састанци
Конференција се обично састаје једном у четири године. Одбор УНЦТАД-а за трговину и развој руководи радом УНЦТАД-а између две конференције и састаје се до три пута годишње.
| #   | Конференција | Датум                     | Место                                             |
| --- | ------------ | ------------------------- | ------------------------------------------------- |
| 14. | XIV УНЦТАД   | 17. - 22. јул 2016.       | Најроби, Кенија                                   |
| 13. | XIII УНЦТАД  | 21. - 26. април 2012.     | Доха, Катар                                       |
| 12. | XII УНЦТАД   | 21. - 25. април 2008.     | Акра, Гана                                        |
| 11. | XI УНЦТАД    | 13. - 18. јун 2004.       | Сао Пауло, Бразил                                 |
| 10. | X УНЦТАД     | 12. - 19. фебруар 2000.   | Бангкок, Тајланд                                  |
| 9.  | IX УНЦТАД    | 27. април - 11. мај 1996. | Мидранд (од 2000. део Јоханезбурга), Јужна Африка |
| 8.  | VIII УНЦТАД  | 8. - 25. фебруар 1992.    | Картагена, Колумбија                              |
| 7.  | VII УНЦТАД   | 1987.                     | Женева, Швајцарска                                |
| 6.  | VI УНЦТАД    | 1983.                     | Београд, СФР Југославија                          |
| 5.  | V УНЦТАД     | 1979.                     | Манила, Филипини                                  |
| 4.  | IV УНЦТАД    | 1976.                     | Најроби, Кенија                                   |
| 3.  | III УНЦТАД   | 1972.                     | Сантијаго, Чиле                                   |
| 2.  | II УНЦТАД    | 1968.                     | Њу Делхи, Индија                                  |
| 1.  | I УНЦТАД     | 1964.                     | Женева, Швајцарска                                |